# Pawło Jakowenko
Pawło Ołeksandrowycz Jakowenko, ukr. Павло Олександрович Яковенко, ros. Павел Александрович Яковенко, Pawieł Aleksandrowicz Jakowienko (ur. 19 grudnia 1964 w Nikopolu, w obwodzie dniepropetrowskim) – ukraiński piłkarz, grający na pozycji pomocnika, reprezentant Związku Radzieckiego, trener piłkarski.

## Kariera piłkarska

### Kariera klubowa
Karierę zawodniczą zaczynał w szkółkach piłkarskich w Nikopolu, Dniepropietrowsku, Charkowie i Kijowie. Jego pierwszym klubem był Metalist Charków, z którego w 1982 trafił do Dynama Kijów. Grając w zespole prowadzonym przez Walerego Łobanowskiego odniósł swe największe sukcesy sportowe. Karierę zakończył z powodu kontuzji w 1993 jako zawodnik FC Sochaux-Montbéliard.

### Kariera reprezentacyjna
W 1986 roku zadebiutował w radzieckiej drużynie reprezentacyjnej, a wkrótce potem wystąpił na Mistrzostwach Świata w Meksyku. Do 1990 rozegrał 19 meczów w reprezentacji, strzelił 1 bramką.

## Kariera trenerska
Jako trener pracował w zespołach ligowych Ukrainy i Rosji. Dwukrotnie podejmował się roli szkoleniowca Urałanu Elista, z którym w 1997 awansował do rosyjskiej ekstraklasy. Przez dwa lata prowadził młodzieżową reprezentację Ukrainy. W 2006 został trenerem drużyny Kubania Krasnodar, którą w tym samym roku doprowadził do awansu do Premier Ligi. W kwietniu 2007 został zdymisjonowany. Kilka miesięcy później (w lipcu) na krótko objął funkcję trenera FK Rostów. Od 2008 ponownie prowadzi młodzieżówkę. 18 grudnia 2012 za obopólną zgodą kontrakt z Federacją Ukrainy został rozwiązany.

## Sukcesy i odznaczenia

### Sukcesy klubowe
- mistrz ZSRR: 1985, 1986, 1990
- wicemistrz ZSRR: 1988
- brązowy medalista Mistrzostw ZSRR: 1989
- zdobywca Pucharu ZSRR: 1985, 1987, 1990
- zdobywca Pucharu Zdobywców Pucharów: 1986

### Sukcesy reprezentacyjne
- uczestnik turnieju finałowego Mistrzostw świata: 1986

### Sukcesy indywidualne
- 2-krotnie wybrany do listy 33 najlepszych piłkarzy ZSRR:
  - Nr 1: 1986
  - Nr 3: 1987

### Odznaczenia
- tytuł Mistrza Sportu ZSRR: 1985
- tytuł Mistrza Sportu Klasy Międzynarodowej: 1986
- tytuł Zasłużonego Mistrza Sportu ZSRR: 1986
- tytuł Zasłużonego Trenera Ukrainy
- Order „Za zasługi” III klasy: 2004[2]